# ストロベリーソングオーケストラ
"見世物パンク一座"『ストロベリーソングオーケストラ』は、怨歌と演劇、影像を融合させたスタイルをもつ日本のパフォーマンス集団。その独自の音楽スタイルは『見世物パンク一座』と表している。通称「苺楽團」。ファンは「共犯者」と呼ばれる。
腐敗が続く現代社会の、怨歌と化した人々の哀しみや不条理演劇化した日常を打破するべく、宮悪戦車により1998年に結成された。團員(メンバー)は全員顔に白塗りを施し、ロック、現代音楽、即興音楽を劇中歌とした暗黒演劇、市街劇をライブハウス、劇場、時にはゲリラ公演として街頭で公演。通常のライブはコアメンバー＋サポートメンバーで行なわれるが、「本公演」と呼ばれる演劇主体のライブでは、関西の小劇場系劇団の俳優やミュージシャンなど、様々なゲストが参加する。

## 活動形態
團員全員参加によるバンドスタイルや演劇本公演の他、以下の様に変幻自在の活動形態を見せる
●瀉葬文幻庫(シャソウブンゲンコ)
座長・宮悪戦車と飴彩里沙羅によるユニット。
映像を投影しながら、音楽にあわせて物語を進めていく演劇公演を行う。

●自主企画
過去には難波ベアーズで「電波障害」、旧千日前クラブウォーター(現・西成クラブウォーター)で「妖怪道中」「毒電波集会」という名のイベントを開催。
現在は中津Vi-codeで「本公演」と呼ばれる演劇主体の公演や、味園ユニバース(2025年夏頃に閉館予定)での自主企画「怪帰大作戦」を行う。
2025年現在
2015年に現メンバー、犬拐雄叫・釵刺灯・叶畫レ夢の参加、2023年に水鼓佑児、2024年に七音緋朗の参加により今に至る。

## 團員(メンバー)
●宮悪戦車(ミヤアク センシャ)
座長。怨歌(ボーカル)。3月7日生まれ。A型。
●釵刺灯(カンザシ　アカリ)
合唱部(ボーカル)。8月4日生まれ。A型。
●犬拐雄叫(イヌサライ　ユウ)
六弦(ギター)。9月25日生まれ。A型。
●七音緋朗(ナナネ　ヒロ)
低怨(ベース)。2月8日生まれ。AB型。
●水鼓佑児(ミツヅミ　ユウジ)
太鼓(ドラム)。9月26日生まれ。A型。
●寿葬屋(コトブキ ソウヤ)
人生受付。1月22日生まれ。A型。
●疫馬車虫佐(エキバシャ　チュウスケ)
手網師。11月24日生まれ。AB型。
●叶畫レ夢(カナエ　レム)
パノラマ絵綴。1月11日生まれ。O型。
●魔纏冥衣(マトイ　メイ)
逢魔時ワルツ。5月27日生まれ。A型。

### 主な客演
役者
木下聖浩(kei's Works)、
金哲義、 柴崎辰治、斉藤友恵、田中志保(以上 May)、
福田仁美(劇団フジ大阪)
植村好宏(劇団ピープルパープル)
乃沓エリカ、山崎祐利栄(以上 エイチエムピー・シアターカンパニー)、
山本なつき(声優)
坂野多美(流転)
宮都謹次(売込隊ビーム)
森川万里(桃園会)
中村大介(BLUE,BLUE.)
安政ゆ(ヴァンカラバッカ)
綾木由香
尹千紘
猿渡美穂、清水かおり(TAKE IT EASY!)
高島美香(劇団パロディフライ)、
宇仁菅綾(ババロワーズ)
野村侑志(劇団オパンポン創造社)
深浦ユイ
廼谷胡跳
千帆(ちひろ)
怪力男ハヤシ
毒林檎
卯月妙子(漫画家)
ブッチ・リード(大道芸人)
綺月壱稀、 F (以上 ex.ストロベリーソングオーケストラ)　
良寛、雨木エン、宮田泰羽(劇団りゃんめんにゅーろん)
谷山野良子(BEPINS FABRICA)
木兎水花、カラスマセンサイ(BEPINS FABRICA)
以上、全員『月喰遊戯録』
その他多数(順不同)
奏者
コーラス：紅涙鞠子(誉田万里子：オリゴ党)、新世界美夜子(金澤美也子：る＊しろう)、小室友里、内田香織(kajon)
アルトサックス：北村信二(Djamra) 
バイオリン：大原蓮(Accovio)
津軽三味線：川本高虎(高虎バンド)、山影匡瑠(音緒)、山内利一
太鼓：榎本明宏(Djamra)
六弦：十三屋よしはる(井筒好治：る＊しろう)

## 世界観
幼少時代より、江戸川乱歩、寺山修司といった作家に心酔していた宮悪戦車が描き出す世界は、"虚構と現実"をテーマに、日本語がもつ奥深さ、美しさを内包し、 "虚構と現実"を自由に行き来する。一見、虚構世界に思えるその世界は、現代社会に対するアンチテーゼである。
「妄想都市"鏡町"からやってきた演劇パンクバンド」というコンセプトをもつ。「鏡町(かがみまち)」とはストロベリーソングオーケストラの表現する独特の世界観に欠かせない架空の町の名前であり、宮悪戦車が小学校一年生の頃に見た夢、その夢から覚めた後に抱いた発想が元になっている。2003年発売の1stアルバム『鏡町にて』は、鏡町が夢の中でしか現れない事から「現実の世界って結構疲れるし、少しだけでも架空の世界へ溶け込んで、現実逃避してもいいんじゃないか？」という考えで、不思議な事をテーマに歌ったり演じたりしているストロベリーソングオーケストラのCDには「鏡町」がお似合いなんじゃないか、という事で付けられた。
「鏡町」の正式な住所は、「海馬郡鏡町仏壇仏具長屋六ノ三上ガル借家(カイバグン カガミマチ ブツダンブツグナガヤ 6ノ3アガル シャクヤ)」。勿論架空の都市名だが、京都の地名からヒントを得て作られている。
團員の名前は「鏡町ネーム」と言われ、バンドの独特の世界観を醸し出すのに一役買っている。正式團員以外でも出演頻度が高い客演やサポートメンバーに付けられる事がある。

## 活動履歴
ここではストロベリーソングオーケストラの履歴のみ記述。
1998年
- 宮悪戦車と野村デスマスク・サンダーボム・TOM・仁夢(初代ドラムス。以下サンダーボム)が当時所属していたノイズパフォーマンスチーム「夢想回路」を脱退後、マー坊(ギター)を加えて『ストロベリーソングオーケストラ』を結成。「夢想回路」所属時はツインボーカルのホラーパンクバンドをやろうと計画していたが、結成後のスタジオでは即興の学校コントとパンクナンバーを演奏していた。当時宮悪はボーカルとベースを兼任。
- マー坊の知人であるギタリストとベーシストが加入するも、ベーシストが即脱退。ギタリストもスキーで腰を骨折してしまい、復帰に時間がかかるとの事で脱退。結局当初の3人編成に。

1999年
- マー坊の知人であるマリィクがベースで加入。
- 宮悪の「演劇人が欲しい」との言葉から、マリィクの友人である綺月壱稀が加入。(当時は"役者込みのギタリスト"として参加)
- 8月　大阪難波ベアーズにて初ライブ。「妄想恋愛談」を上演。共演はあらかじめ決められた恋人たちへ。その後東京下北沢屋根裏や大阪アメリカ村サンホールなどでライブを行なう。
- 効果音(サンプラー)担当で、マリィクと綺月壱稀の友人であるよしえが加入。

2000年
- 大阪千日前クラブウォーターでよしえ参加後初ライブ。出し物は「憑依奇譚」。
- ストロベリーの歴史の中で後に"伝説"と呼ばれる、三木楽器主催の社会人バンドウォーズに出演。
- よしえ一時脱退。効果音(サンプラー)担当で生き人形Fが加入。初ライヴは中之島野外音楽堂。
- 6月　マー坊脱退。
- ギター黒石加入。直後にギターのアラーキー幽系とキーボードのモノポリー聖子が加入。
- ギター黒石脱退。Fの入試時期にあわせ、活動を一時休止。その後約半年間を創作期間に充てる。

2001年
- 宮悪の「イッセー尾形とポンセ(元・横浜大洋ホエールズ)を融合させた一人芝居は出来ないだろうか」という発想から、モノポリー聖子と共に「野球譚」を上演。ライブハウスで盗塁をして膝を擦りむく。この作品が後のストロベリーソングオーケストラ野球部結成の切っ掛けとなる。

2002年
- 「電波大サーカス」シリーズでよしえ復帰。
- モノポリー聖子脱退。サンダーボム産休の為長期休暇。
- 10月　バンド初の自主企画イベント「電波障害1000KHz」を大阪難波ベアーズで開催。ライブは後にビデオで発売された(現在廃盤)。共演は903号室、肉、大名行列。

2003年
- 3月　1stアルバム『鏡町にて』(DOKUCD-001)を自主レーベルである毒電波舎より発売。同月レコ発イベントとして「電波障害1179KHz」を大阪難波ベアーズで開催。共演は死殺団、忍者仮面、MUSHA×KUSHA。
- 8月　「電波障害2000KHz」を大阪難波ベアーズで開催。この日をもってよしえが再び休暇。同時にドラムのサンダーボムが脱退を表明(9月脱退)。
- ドラムにメギド・A・クスメが加入。

2004年
- 4月　千日前クラブウォーターとの合同企画だった「妖怪道中」のバンド単独自主興行版「大妖怪道中」を開催。「妄想都市メギド」を上演。このイベントより時計詩母が加入。共演は鳥肌実、MUSHAxKUSHA、溺れたエビの検死報告書、オープニングアクトに面黒楼卍(仮)(めんくろーまんじ)。
- 8月　第1回目のストロベリージャンラオーケストラを大阪十三ファンダンゴで開催。出演はストロベリージャンラオーケストラ、溺れたエビの検死報告書、Djamra、魔ゼルな規犬。
- 9月　4月の「大妖怪道中」に出演していた面黒楼卍(仮)が、朱沼伽那としてキーボードで加入。
- 10月　ピアニスト高橋秀夫(後の高橋ヒデヲ)が、ライブのみのサポートで参加。
- 11月　オムニバス・アルバム『聴視激エンターテイメント!3』発売。(「彼岸花」「走るという行為を改めて見直す提議、走レ！」収録)

2005年
- 2月　Satanyankoとのスプリット・アルバム『苺楽團と悪魔猫』のレコ発ライブを千日前クラブウォーターで2日間開催。共演は初日がJURASSIC JADE、中学生棺桶、殺悪愚、ジュビリー。２日目が虚構陳列室、母檸檬、コンクリ、アンチフェミニズム。
- 3月　『苺楽團と悪魔猫』(DOKUCD-002)を全国発売。ジャケットイラストに犬木加奈子(ホラー漫画家)、ナレーションにシモーヌ深雪を起用。コメントは鳥肌実(廃人演説家)が寄稿。
- 5月　朱沼伽那脱退。高橋ヒデヲ正式加入。

昭和精吾(元・天井桟敷)を迎え「妖怪道中 〜一日だけの渋谷天井桟敷館〜 言葉の魔術師寺山修司への道」を大阪千日前クラブウォーターにて開催。寺山修司・原作「迷宮列車」を上演。その前日の5月3日には大阪難波髙島屋前にて、こちらも後に"伝説"と呼ばれるゲリラライヴを敢行。演奏開始間もなく警察官に阻止され、わずか2曲7分で終了。
- 7月　大阪桜川スターダイナーでのワンマンライブを以て第1期團員卒業。
- 8月　第2回目のストロベリージャンラオーケストラ開催。「みやこの犯罪」を上演。出演はストロベリージャンラオーケストラ、金澤美也子(る＊しろう)、溺れたエビの検死報告書＋剱伎衆かむゐ、あらかじめ決められた恋人たちへ。イベントには第1期から宮悪、よしえ、時計が参加。第2期團員の弥生百合子、神風咲はこの日がお披露目となる。
- 12月　東京初台ドアーズで第2期團員による初公演。江戸川乱歩・原作「白昼夢」を上演。メンバーは宮悪、よしえ、時計、弥生、神風、高橋に蛭磨日出美、森田鐵道(六弦)、斬平乱成(四弦)、赤塊叩(太鼓)、川本高虎(三味線)。

2006年
- 1月　桜川スターダイナーでのカウントダウンイベントにシークレットで出演。大阪での第2期團員初お披露目となる。
- 5月　月影美歌(合唱部)入團。
- 7月　DVD『白昼夢』(DOKUDVD-001) を毒電波舎より全国発売。
- 8月　第3回目のストロベリージャンラオーケストラ開催。「電波大サーカス」を上演。出演はストロベリージャンラオーケストラ、る＊しろう、日比谷カタン、幕間にジャグラーやバルーンアーティストなど
- 12月　蛭磨日出美退團。東京・大阪で上演された再演版「迷宮列車」で、後に正式加入する門脇モンブラン、天羽千夜子が客演で参加。

2007年
- 2月　門脇モンブランが正式入團。
- 3月　本公演「押絵と旅する男」を、大阪中津Vi-codeで上演。第1期メンバーの綺月壱稀(看板女優)、F(生き人形)が友情出演。
- 5月　神風咲退團。
- 7月　DVD『押絵と旅する男』(DOKUDV-002)をリリース。
- 8月　第4回目のストロベリージャンラオーケストラ開催。る＊しろうを加えたストロベリージャンラオーケストラ with る＊しろうとして「現代死霊劇 母捨山」を上演。後に正式加入する寿葬屋、伐子が客演で参加。前年の「迷宮列車」から本公演に客演で出演していた天羽千夜子が、公演終了直後に正式入團。
- 赤塊叩長期休團。書田虚空(太鼓)入團。
- 11月　本公演「かくれんぼの塔」を、大阪中津Vi-code で上演。「母捨山」出演後、スタッフとして参加していた寿葬屋、伐子が正式入團。さらに弾身無子が入團。
- 12月　寿、伐子、弾のお披露目公演となる「 - 実験犯罪記録 - 屋根裏の散歩者」を、大阪アメリカ村twice cafeにて上演。

2008年
- 2月　犬神サーカス団との合同イベント「日常地獄変」を大阪・名古屋にて行う。(同年8月にも再び開催)
- 5月　昭和精吾を招き「寺山修司25回忌特別興行3DAYS」を大阪中津Vi-codeにて開催。昭和は「われに五月を」を、ストロベリーは寺山修司・作「レミング」を上演。
- 6月　コンピレーション・アルバム『DARKER WATERS~deeper into the Japanese underground~』発売。(「僕の居た地図」収録)
- 8月　「いかすバンド天国 ON WEB 2008(イカ天WEB)」にエントリー。「真夏の手鞠唄」PVがベストPV賞を受賞。
- 9月　ドラマCD『妄想恋愛譚』(DOKUCD-003)を発売。
- 10月　役者陣とスタッフによるパンクバンド「ファンデーションズ」がデビュー。メンバーは門脇(Vo,G)、ノ谷胡澄(G※現・廼谷胡跳)、弥生(B,Vo)、寿(Ds,Vo)、伐子(Key)。

2009年
- 3月　大阪城公園(城天)にて野外公演「血の濫觴〜大空の挿話」を上演。同日アルバム先行シングル『血の軌跡が故の慟哭』(DOKUCDR-02)発売。
- 7月　川本高虎退團。

蜂企画との共催イベント「闇のうつつ」を大阪日本橋 in→dependent theatre 2ndにて開催。「訃音(ふいん)」を上演。
- 9月　『鏡町にて』から5年振りとなる2ndフルアルバム『血の濫觴(ちのらんしょう)』(T2DA-4021)を発売。

弥生百合子が「白昼夢」京都磔磔公演を以て休團。
- 10月　高橋ヒデヲ休團。

コンピレーション・アルバム『東京ゲリラ2』発売。(「包丁ロマンス」収録)
- 11月　インターネットラジオ『鳥瞰電波大放送！』を配信開始。
- 12月　門脇モンブラン退團。

2010年
- 3月　大阪城公園(城天)にて野外公演「夢喰」プレ公演を上演。
- 4月　ワンマン公演「夢喰」を、大阪中津Vi-code で上演。口枷奏子、薊ちひろのお披露目公演となる。
- 6月　大阪城公園(城天)にて野外公演「家庭の異學」プレ公演を上演。
- 7月　「家庭の異學」京都磔磔、名古屋得三でツアー公演。
- 9月　池袋LIVE INN ROSAにて「家庭の異學」上演。ニューシングル『切断の異學』(T2DA-4022)』を発売。
- 11月　「家庭の異學」ツアー　大阪最終公演上演。同月、ワンマンライブ「15の冤罪」上演。チケット代は破格の15円。

2011年
- 2月 毒電波舎企画「毒電波集会其ノ伍～鳥肌実、降臨！」開催。

毒電波舎企画「毒電波チャンネル【ギギギ！】VOL.1」開催。
- 3月 本公演・第57劇「実験人間劇/密室のテキスト」上演。
- 4月 毒電波舎企画「毒電波集会其ノ六～漁港、大阪湾襲来！」開催。
- 5月 毒電波舎企画「毒電波チャンネル【グギャー！】VOL.2」開催。

毒電波舎企画「月蝕夜奏会～第一夜・アプマーシュの調べ」開催。
- 6月 毒電波舎企画「毒電波集会其ノ七～日本濫觴計画」開催。
- 7月 毒電波舎企画「毒電波チャンネル【ゴボッ！】VOL.3」開催。

毒電波舎企画「月蝕夜奏会～第二夜・怪談新耳袋～中津牢、開闢」開催。
- 8月 毒電波舎企画「毒電波集会其ノ八～暗黒城の葬列」開催。
- 9月 本公演・第58劇「秘密倶楽部アニマアニムス」上演。
- 11月 毒電波舎企画「毒電波チャンネル【ドバッ！】VOL.4」

単独興行「15の大罪」公演。
2012年
- 3月 本公演・第59劇「観天忘奇譚」上演。

上記公演を最後に口枷奏子退團。
- 7月15日 中津vi-code　単独興行「～真夏の見世物小屋～」公演。新怨源＆9月同会場でのレコ発単独興行を発表
- 8月18日　東京 ARTiSM FESTA 2012 SUMMER
- 8月26日　眼帯アリス症候群　江坂ミューズホール
- 9月30日 レコ発単独興行「月蝕のサーカス」公演。『月蝕のサーカス』(DOKUCD-4)先行発売。
- 10月13日　三国ヶ丘ファズ
- 11月2・3日 中津vi-code　本公演・第60劇「箱師」上演。
- 11月17日　味園ビル　秘密倶楽部アニマアニムス　アコースティックライブ

『月蝕のサーカス』(DOKUCD-4)一般発売。
2013年
- 1月 『切断の異學』(DOKUCD-5)再発売。
- 1月27日　池袋ＲＯＳＡ　奇奏ト狂唱ノ宴 13～開催七周年記念祭「夢野久作生誕記念」
- 2月 『血の濫觴』(DOKUCD-6)再発売。
- 2月3日　眼帯アリス症候群　＠江坂ミューズホール
- 2月23日　未確認レコードプレゼンツ　＠高円寺MISSION'S
- 2月24日　眼帯アリス症候群　＠池袋ＲＯＳＡ
- 3月 『妄想恋愛譚』(DOKUCD-7)再発売。
- 3月30日　東京　次回の放送はチャンネルはそのままvol.17　＠渋谷crawl　※最後の晩餐チケット先行販売
- 4月21日　東京　眼帯アリス症候群　＠池袋ＲＯＳＡ
- 6月2日 大阪・梅田ロイヤルホースにて単独興行「最後の晩餐」上演。11月本公演詳細発表。
- 6月30日　大阪　眼帯アリス症候群　＠江坂ミューズホール　※影切のオルグ先行上演
- 8月25日　東京　SEXPOT NIGHT  ＠新宿キリストンカフェ
- 9月14日　大阪　ダークモッシュナイト　3man  ＠心斎橋ヴァロン　※ＯＰに影切のオルグ先行上映～暗闇のメソッド初披露。
- 11月2.3.4日 本公演・第61劇「影切のオルグ」上演。影切のオルグ・贋作のメルヒェン・犯罪の証明、影を討て！・鳥籠　初披露。4日を最後に太鼓　鎌田鋭鬼が大阪のサポート最後。関東は継続。
- 12月7日　東京　アーティズムフェスタ冬　＠池袋ＲＯＳＡ※この日のライブの模様はみゅーじくるというＴＶ番組で放送される。

2014年
- 2月2日　大阪　眼帯アリス症候群　江坂ミューズホール　※この日より関西でのライブはドラムが蕾神 泰斗に。
- 2月15日　東京　新宿RUIDE　K4　※日本を襲った大雪のため交通機関がマヒ。開催が危ぶまれたが、無事、楽器陣と座長のみのステージに。
- 3月1日　 東京　ARTiSM MARKET 02
- 3月2日　 東京　東京眼帯アリス症候群 17
- 3月29日　大阪　京橋ｉｓｍ
- 4月5日　 大阪　中津vi-code「Djamra20周年記念イベント 巨大成人式！」
- 5月24日ヴィレッジヴァンガードアメリカ村店にてインストアイベント、新怨源『スベテキエテナクナレ』発売記念 『ヴィレッジヴァンガード毒霧撒き散らし事件』開催。
- 5月25日　大阪　梅田Ｚｅｅｌａでレコ発ＧＩＧ～新怨源『スベテキエテナクナレ』発売記念GIG〜大阪篇※この日を最後に鍵盤 長女 傷子が大阪サポート最後となる。関東では継続。
- 6月15日　犯罪の証明シリーズＧＩＧ開催　北堀江ヴィジョン　犯罪の証明〜第一章【北堀江、連続射殺魔、現る！】※この日より大阪の鍵盤が愛音 紡となる。
- 6月28日　東京　大塚Ｄｅｅｐａでレコ発ＧＩＧ～新怨源『スベテキエテナクナレ』発売記念GIG〜帝都篇
- 7月9日 『スベテキエテナクナレ』全国発売。
- 7月26日　犯罪の証明シリーズＧＩＧ開催　北堀江ヴィジョン　毒電波舍企画『犯罪の証明〜第二章　北堀江、逢魔ヶ刻の人拐、失踪！』

※この日より演劇本公演　第62劇『5/4 〜仮分数の人々〜』のチケット発売となる。
- 8月9日　　東京　高円寺ショーボート　SHOWBOAT 21st Anniversary+VIPDM主催『恐るべき電気の騎士達Vol.2』
- 8月31日　 大阪　江坂ミューズホール　大阪眼帯アリス症候群 19
- 9月6日　　大阪　心斎橋ヴァロン
- 9月20日　 東京　ARTiSM MARKET 03
- 9月21日　 東京　東京眼帯アリス症候群 20
- 10月11・12・13日　大阪　中津vi-code　演劇本公演　第62劇『5/4 〜仮分数の人々〜』
- 11月16日　大阪　中津Vi-code　単独公演～犯罪の証明～

## その他エピソード
※バンド内・楽曲・毒電波舎などの情報含む。
- バンド名は、"名前は可愛いけど実際(ライブ等)は怖い"という、宮悪曰く「悪徳商法・詐欺まがい」な理由で付けられている[4]。
- 現在の演出が行き届いた本公演やライブからは想像しづらいが、上記バンド名の由来にある様に、当初はチェーンソーの持ち込みやドラムスへのダイブなど、ハードコアやジャンク、スカム・ミュージック色の強いライブを行なっており、自主企画などでも同じ様なカラーのバンドを招いていた。
- 本公演(演劇作品)だけでなく、通常のライブでも世界観を創り上げる為に、演劇に携わるプロの舞台監督が出動することがある。
- 宮悪以外の團員は原則「舞台上では無言・無表情でいる事」がルールだが(演奏・演劇時を除く)、MCで宮悪が笑いを取りに行くため、MC時に舞台上にいる團員の中に、懸命に笑いを堪える姿が見受けられる時がある。
- 毎回「包丁ロマンス」という曲をライブで演奏する時には、穴あき包丁のプリントが貼られた発泡スチロール製の「アナーキー包丁」が配られている。以前は特典が貰える「当たり」が1〜2本入っていた。最近は以前手に入れた人には再利用を呼びかけている。
- 自他ともに認める雨男・雨女が在籍しているためか、ライブの日は大雨や大雪という天候が多かった。現在は比較的晴れが多い。

- 包丁ロマンスは別パターンがあり　バブル期テクノサウンド満載のジュリアナ包丁ロマンスがある。最近は演奏していない※初演は2012年8月26日　眼帯アリス症候群　江坂ミューズホール　最後の演奏は2013年3月30日渋谷crawl　　・・・・再演がまたれる。

- 2014年8月に藤原トランキュリティー1ｓｔ銀盤を毒電波舎よりリリース。

## 作品

### フルアルバム
- 『鏡町にて』(2003)※廃盤 配信版は購入可能
- 『妄想恋愛譚』(2008)※廃盤
- 『血の濫觴』(2009)
- 『怪帰怨幻蒐-輪廻変-』(2017)

### ミニ・アルバム
- 『月蝕のサーカス』(2012)
- 『スベテキエテナクナレ』(2014)
- 『影孕む密葬、月は静寂』(2014)

### スプリット・アルバム
- 『苺楽團と悪魔猫』(2005)※廃盤

### シングル・マキシシングル
- 『赤い蝶』(2005)※廃盤
- 『電球論』(2007)※非売品
- 『血の軌跡が故の慟哭』(2009)
- 『人力飛行機の為の演説草案』(2009年)※非売品
- 『切断の異學』(2010)
- 『包丁ロマンス(包丁の町“殺界”ver)』(2010)※非売品
- 『アニマアニムス』(2011)※非売品
- 『東京グロテスク』(2016)
- 『二十一世紀狂闘旗手』(2018)

### Web配信限定
- 『鏡町にて～六道盤』(2011)
- 『真夏の手毬歌』(2012)

### DVD
- 『迷宮列車』(2005)※廃盤
- 『白昼夢』(2006)
- 『押絵と旅する男』(2007)
- 『かくれんぼの塔』(2008)※非売品
- 『実録！警察官 vs ストロベリーソングオーケストラ』(2009)※非売品
- 『少女地獄』(2009)※非売品
- 『血の濫觴〜大空の挿話篇』(2009)※非売品
- 『訃音』(2010)※非売品
- 『5/4 ～仮分数の人々～』(2015)

### VHS
- 『電波障害1000KHz』(2003)※廃盤
- 『走るという行為を改めて見直す提議、走レ！』(2004)※廃盤
- 『迷宮列車』(2005)※廃盤

### オムニバス・アルバム
- 『全日本エンタメ系アーティストファイル Vol.3 聴視激エンターテイメント！3』(2006)
- 『DARKER WATERS~deeper into the Japanese underground~』(2008)
- 『東京ゲリラ2』(2009)

### 配布
- 『真夏の手鞠唱-サンプル版-』
- 『サンプル怨源』